# Филлипс, Калвин
Ка́лвин Марк Фи́ллипс (англ. Kalvin Mark Phillips; род. 2 декабря 1995, Лидс) — английский футболист, центральный полузащитник клуба «Манчестер Сити» и сборной Англии. Выступает на правах аренды за клуб «Ипсвич Таун».

## Клубная карьера
Уроженец Лидса, Филлипс выступал за молодёжную команду местного клуба «Уэртли Джуниорс» с 2003 по 2010 год. В 14-летнем возрасте стал игроком футбольной академии «Лидс Юнайтед». В июле 2014 года подписал свой первый профессиональный контракт с «Лидсом».
В основном составе «Лидс Юнайтед» Калвин Филлипс дебютировал 6 апреля 2015 года в матче Чемпионшипа против «Вулверхэмптон Уондерерс». Спустя пять дней, 11 апреля, Филлипс забил свой первый гол за «Лидс» в матче против «Кардифф Сити» на «Элланд Роуд». По окончании сезона 2014/15 молодой полузащитник подписал с клубом новый контракт.
Сыграв в сезоне 2015/16 десять матчей в Чемпионшипе, 23 июня 2016 года Филлипс продлил с «Лидсом» контракт на три года и при этом отметил, что хочет получать больше игрового времени. В сезоне 2016/17 он стал твёрдым игроком основного состава, сыграв за сезон 40 матчей во всех турнирах. В октябре 2016 года Филлипс был признан лучшим молодым игроком в Английской футбольной лиге. 9 декабря 2016 года впервые в своей профессиональной карьере был удалён с поля за игру рукой в своей штрафной в матче против «Брайтон энд Хоув Альбион»; после того эпизода также был назначен пенальти, который реализовал Гленн Мюррей. 7 марта 2017 года Филлипс вновь получил красную карточку (вторую в сезоне) в матче против «Фулхэма».
6 августа 2017 года, в матче первого тура Чемпионшипа сезона 2017/18 Калвин сделал «дубль» в матче против «Болтон Уондерерс». Всего в сезоне 2017/18 Филлипс провёл за «Лидс» 43 матча и забил 7 мячей.
В июле 2018 года Филлипс признался, что во время тренировок играет на позициях центрального защитника и опорного полузащитника в рамках новых тактических схем главного тренера «Лидс Юнайтед» Марсело Бьелсы. С начала сезона 2018/19 Калвин начал играть на позиции опорного полузащитника в схеме «4-1-4-1». Также Филлипс играл на позиции центрального защитника, когда Бьелса переходил на схему с тремя защитниками. В марте 2019 года Калвин Филлипс был включён в состав символической «команды года» в Чемпионшипе по итогам сезона 2018/19.
В июле 2019 года «Лидс Юнайтед» начал переговоры с Филлипсом о новом контракте. 8 августа 2019 года стало известно, что клуб отклонил предложения других клубов о трансфере Филлипса в течение летнего трансферного окна. В сентябре 2019 года Калвин подписал новый пятилетний контракт с «Лидс Юнайтед». На столетии «Лидс Юнайтед» Филлипс забил победный гол против в ворота «Бирмингем Сити», матч завершился со счётом 1:0. В ноябре 2019 года Филлипс впервые был вызван в сборную Англии. Тренер сборной Англии Гарет Саутгейт наблюдал за Филлипсом в январе 2020 года перед возможным вызовом в сборную. 4 июля 2020 года Филлипс забил со штрафного в ворота «Блэкберн Роверс», однако его сезон закончился всего через неделю после травмы колена, полученной в матче против «Суонси Сити». Несмотря на это, «Лидс Юнайтед» вскоре вышел в Премьер-лигу в качестве победителя Чемпионшипа. 7 августа The Guardian включил его в «команду сезона» 2019/20. 12 сентября 2020 года Филлипс дебютировал в Премьер-лиге в первом матче сезона против действующего чемпиона Премьер-лиги «Ливерпуля». 8 февраля 2021 года Филлипс сыграл 200-й матч за «Лидс Юнайтед» в игре против «Кристал Пэлас», присоединившись к «избранной группе» из чуть менее 70 игроков, которые сыграли за клуб более 200 матчей, включая его нынешних партнёров по команде. 23 мая 2021 года Филлипс забил свой первый гол в Премьер-лиге в ворота «Вест Бромвич Альбион».
4 июля 2022 года перешёл в «Манчестер Сити», который заплатил за его переход 42 млн фунтов без учёта бонусов.

## Карьера в сборной
Филлипс имел право играть за свою страну рождения, Англию, а также за Ямайку и Республику Ирландию благодаря своему наследию.
8 сентября 2020 года дебютировал за сборную Англии в матче Лиги наций УЕФА против сборной Дании. Он был лишь третьим игроком в 21 веке, который представлял Англию до того, как появился в высшем дивизионе страны, после Джека Батленда и Уилфрида Заа. В интервью после вызова Филлипс рассказал о своём намерении подарить свою первую футболку сборной Англии Марсело Бьелсе после того, как тренер «Лидс Юнайтед» вручил ему футболку из своего старого клуба «Ньюэллз Олд Бойз», а также послание ему и его семье в ознаменование его первого международного вызова.
Филлипс был вызван на Евро 2020, где он выиграл похвалу от поклонников и мировой прессы. Он начинал каждую игру на турнире, вплоть до финала, где Англия в конечном итоге проиграла по пенальти Италии.

## Статистика выступлений

### Клубная
| Выступление        | Выступление      | Выступление      | Лига | Лига | Кубок | Кубок | Кубок лиги | Кубок лиги | Еврокубки | Еврокубки | Прочие | Прочие | Итого | Итого |
| Клуб               | Лига             | Сезон            | Игры | Голы | Игры  | Голы  | Игры       | Голы       | Игры      | Голы      | Игры   | Голы   | Игры  | Голы  |
| ------------------ | ---------------- | ---------------- | ---- | ---- | ----- | ----- | ---------- | ---------- | --------- | --------- | ------ | ------ | ----- | ----- |
| Лидс Юнайтед       | Чемпионшип       | 2014/15          | 2    | 1    | 0     | 0     | 0          | 0          | 0         | 0         | 0      | 0      | 2     | 1     |
| Лидс Юнайтед       | Чемпионшип       | 2015/16          | 10   | 0    | 0     | 0     | 0          | 0          | 0         | 0         | 0      | 0      | 10    | 0     |
| Лидс Юнайтед       | Чемпионшип       | 2016/17          | 33   | 1    | 2     | 0     | 5          | 0          | 0         | 0         | 0      | 0      | 40    | 1     |
| Лидс Юнайтед       | Чемпионшип       | 2017/18          | 41   | 7    | 1     | 0     | 1          | 0          | 0         | 0         | 0      | 0      | 43    | 7     |
| Лидс Юнайтед       | Чемпионшип       | 2018/19          | 42   | 1    | 0     | 0     | 2          | 0          | 0         | 0         | 2      | 0      | 46    | 1     |
| Лидс Юнайтед       | Чемпионшип       | 2019/20          | 37   | 2    | 1     | 0     | 2          | 0          | 0         | 0         | 0      | 0      | 40    | 2     |
| Лидс Юнайтед       | Премьер-лига     | 2020/21          | 29   | 1    | 1     | 0     | 0          | 0          | 0         | 0         | 0      | 0      | 30    | 1     |
| Лидс Юнайтед       | Премьер-лига     | 2021/22          | 20   | 0    | 0     | 0     | 3          | 1          | 0         | 0         | 0      | 0      | 23    | 1     |
| Лидс Юнайтед       | Итого            | Итого            | 214  | 13   | 5     | 0     | 13         | 1          | 0         | 0         | 2      | 0      | 234   | 14    |
| Манчестер Сити     | Премьер-лига     | 2022/23          | 12   | 0    | 4     | 0     | 2          | 0          | 3         | 0         | 0      | 0      | 21    | 0     |
| Манчестер Сити     | Премьер-лига     | 2023/24          | 4    | 0    | 0     | 0     | 1          | 0          | 4         | 1         | 1      | 0      | 10    | 1     |
| Манчестер Сити     | Итого            | Итого            | 16   | 0    | 4     | 0     | 3          | 0          | 7         | 1         | 1      | 0      | 31    | 1     |
| → Вест Хэм Юнайтед | Премьер-лига     | 2023/24          | 8    | 0    | 0     | 0     | 0          | 0          | 2         | 0         | 0      | 0      | 10    | 0     |
| → Вест Хэм Юнайтед | Итого            | Итого            | 8    | 0    | 0     | 0     | 0          | 0          | 2         | 0         | 0      | 0      | 10    | 0     |
| Всего за карьеру   | Всего за карьеру | Всего за карьеру | 238  | 13   | 9     | 0     | 16         | 1          | 9         | 1         | 3      | 0      | 275   | 15    |

### Международная
| Сборная          | Сезон            | Товарищеские | Товарищеские | Официальные | Официальные | Итого | Итого |
| Сборная          | Сезон            | Игры         | Голы         | Игры        | Голы        | Игры  | Голы  |
| ---------------- | ---------------- | ------------ | ------------ | ----------- | ----------- | ----- | ----- |
| Англия           |                  |              |              |             |             |       |       |
| 2020             | 1                | 0            | 3            | 0           | 4           | 0     |       |
| 2021             | 1                | 0            | 14           | 0           | 15          | 0     |       |
| 2022             | 0                | 0            | 6            | 0           | 6           | 0     |       |
| 2023             | 2                | 0            | 4            | 1           | 6           | 1     |       |
| Всего за карьеру | Всего за карьеру | 4            | 0            | 27          | 1           | 31    | 1     |

## Достижения

### Командные достижения
«Лидс Юнайтед»
- Победитель Чемпионшипа: 2019/20[49]

«Манчестер Сити»
- Чемпион Англии: 2022/23
- Обладатель Кубка Англии: 2022/23
- Обладатель Суперкубка Англии: 2024
- Победитель Лиги чемпионов: 2022/23
- Обладатель Суперкубка УЕФА: 2023
- Победитель Клубного чемпионата мира: 2023

Сборная Англии
- Серебряный призёр Чемпионата Европы: 2020[50]

### Личные достижения
- Молодой игрок месяца в Английской футбольной лиге: октябрь 2016[51]
- Член «команды года» Чемпионшипа: 2018/19[52]
- Команда года по версии ПФА: Чемпионшип 2019/20[53]
- Игрок года по версии Футбольной ассоциации: 2020/21[54]